# Ammanahalli, Gubbi
Ammanahalli là một làng thuộc tehsil Gubbi, huyện Tumkur, bang Karnataka, Ấn Độ.